# La Cofradía, Oaxaca
La Cofradía är en ort i Mexiko.   Den ligger i kommunen Santiago Amoltepec och delstaten Oaxaca, i den sydöstra delen av landet, 400 km sydost om huvudstaden Mexico City. La Cofradía ligger 1 172 meter över havet och antalet invånare är 210.
Terrängen runt La Cofradía är bergig åt nordväst, men åt sydost är den kuperad. Runt La Cofradía är det ganska tätbefolkat, med 54 invånare per kvadratkilometer. Närmaste större samhälle är Piedra del Tambor, 3,1 km norr om La Cofradía. I omgivningarna runt La Cofradía växer huvudsakligen savannskog.